# Франько Дмитро Васильович
Франько Дмитро Васильович (25 жовтня 1913, с. Натягайлівка (тепер у складі міста Вознесенська) Миколаївської обл. — 4 листопада 1982, Київ) — український актор, педагог. Народний артист УРСР (1969). Протягом 35 років — провідний актор Національного академічного драматичного театру імені Лесі Українки (1947—1982).

## Життєпис
Народився 25 жовтня 1913 р. у с. Натягайлівка (тепер у складі міста Вознесенська) Миколаївської обл.

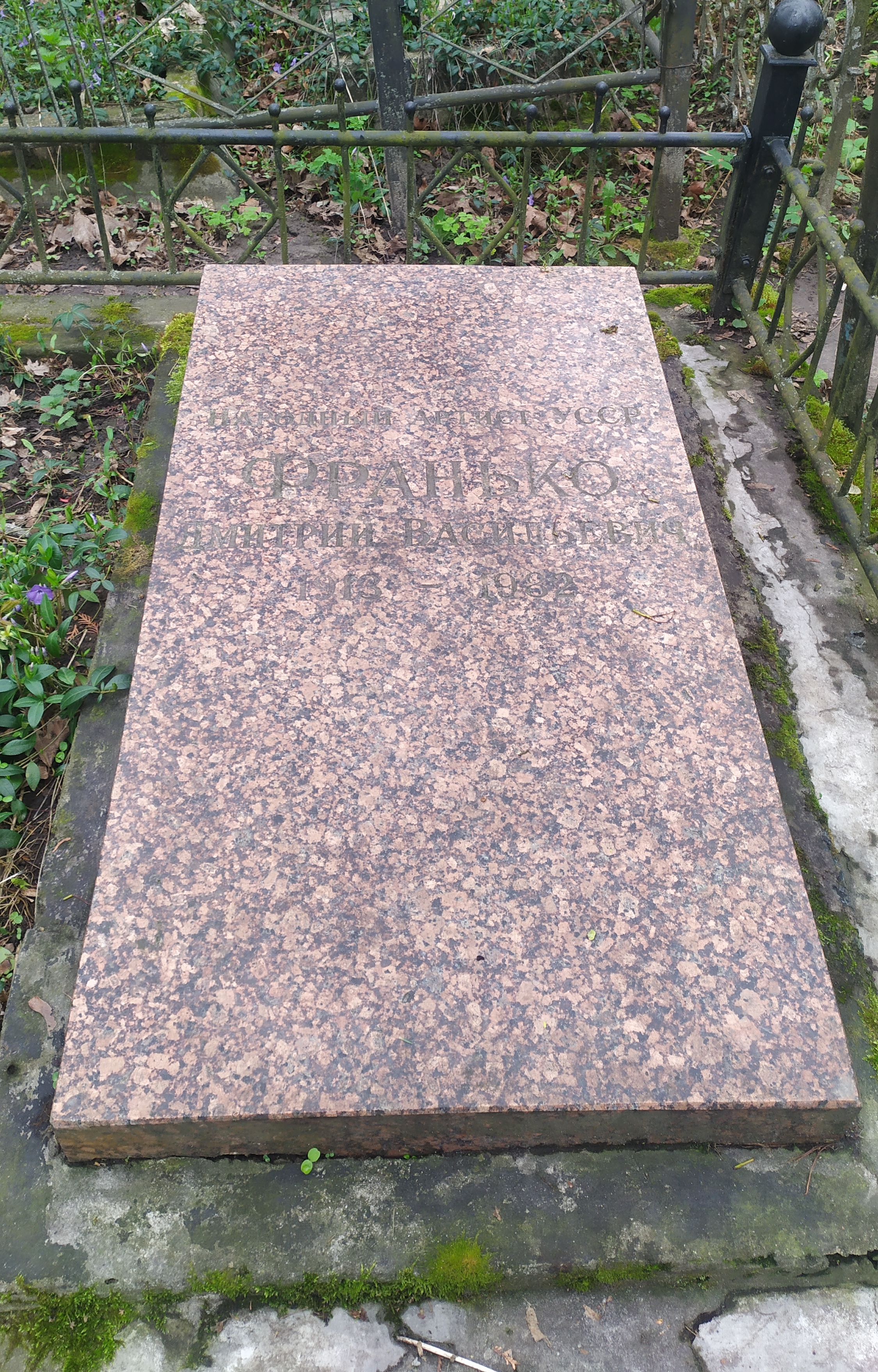
Могила Дмитра Франька, Байкове кладовище

Протягом 1934-38 років навчався в Київському національному інституті театрального мистецтва імені Івана Карпенка-Карого. 
Протягом 1938-47 років працював в театрі Київського військового округу. Учасник Німецько-радянської війни.
З 1947 року — актор Київського театру російської драми ім. Лесі Українки. Відтоді ж — педагог інституту імені Карпенка-Карого. Протягом 35-ти років зіграв близько 85-ти ролей в театрі.
В кіно почав зніматися з 1953 року. Знявся в таких фільмах як: «Сон», «Вечір на Івана Купала», кіноепопеї «Звільнення» та ін.
Помер 4 листопада 1982 р. в Києві. Похований на старій частині Байкового кладовища (ділянка № 3), неподалік від могили Лесі Українки, разом з дружиною та колегою по театру Ганною Пекарською (1918—2010).

## Фільмографія

### Актор
- 1953 — «Команда з нашої вулиці» — тренер
- 1955 — «Пригоди з піджаком Тарапуньки»
- 1957 — «Далеке і близьке» — Пікатій
- 1957 — «Дорогою ціною» — офіцер з вусами
- 1957 — «Кінець Чирви-Козиря» — Гунявий
- 1957 — «Круті сходи» — Морозов
- 1957 — «Правда» — керуючий пана Чубатенко
- 1957 — «Шельменко-денщик» — Лопуцьковський
- 1958 — «Місто запалює вогні» — поранений в госпіалі
- 1958 — «Вогненний міст» — Горбенко
- 1959 — «Чорноморочка» — старшина Терентій Тарасович Бодяга
- 1962 — «Десь є син» — Ігор Карпов
- 1962 — «Квітка на камені»— Павло Чмих
- 1963 — «Юнга зі шхуни «Колумб»» — Ковальчук
- 1964 — «Сон» — Василь Жуковський
- 1964 — «Сторінка життя» — Тарас Шевченко
- 1966 — «Два роки над прірвою» — епізод
- 1967 — «Непосиди» — начальник відділу кадрів
- 1968 — «Вечір на Івана Купала» — Терентій Корж
- 1968 — «Розвідники» — полковник Євсюков
- 1968-71 — «Звільнення» — Павло Рибалко
- 1969 — «Варькина земля» — міліціонер
- 1969 — «Серце Бонівура» — полковник
- 1970 — «Море у вогні» — Приходько
- 1971 — «Всього три тижні…» — бухгалтер
- 1971 — «Інспектор карного розшуку»— сусід Зої
- 1973 — «Ринг» — Федір Попов
- 1973-74 — «Високе звання» — командувач армією Павло Максимович Гайдабура
- 1974 — «Літо в Журавлиному» — Семен Міронець
- 1974 — «Совість» — Григорій Максимович Осипов, участковий
- 1974 — «Юркові світанки» — регістратор в РАКСі
- 1975 — «Я водолаз-2» — Федір Артемійович Кулик
- 1976 — «Два капітани» — епізод
- 1976 — «Звільнення Праги» — Павло Рибалко
- 1978 — «Будьте напоготові, Ваша високосте!» — Михайло Борисович
- 1978 — «Незручна людина» — Євгеній Олександрович Бекташев
- 1979 — «Круте поле» — Кочкарин
- 1979 — «Мій генерал» — Інокентій Євлампієвич, дідусь Кєшки
- 1979 — «Пробивна людина» — Микола Петрович
- 1979 — «Скляне щастя» — никифор Дзякун
- 1980 — «Пора літніх гроз» — Лев Лукич Ушанов
- 1980 — «Приватна особа» — Ігнат Петрович Барабулька, дільничний
- 1981 — «Тривожне літо» — сторож човневої станції
- 1981 — «Дівчина і море» — дідусь Федір
- 1981 — «Ранок вечера мудріше» — Тарас Тимофійович Доценко
- 1982 — «Стратити неможливо» — епізод
- 1982 — «Ніжність до рищащого звіра» — Аким Іванович
- 1982 — «Подолання» — Матвєєч
- 1983 — «Щастя Никифора Бубнова» — Прокіп Максимович

### Озвучення мультфільмів
- 1969 — «Пригоди козака Енея»

## Відгуки сучасників
Михайло Резнікович, український режисер, Герой України:
|  | Індивідуальність Франько була чудова насамперед тим, що поєднувала в собі зовнішню помітність людини з народу і внутрішню тонкість та вразливість особистості. Контраст цей надавав характерам обсяг, збільшував амплітуду докладання зусиль артиста, і, якщо бути відвертим, це рідкісна властивість дарування не була затребуване театром до кінця |

Євген Балієв, український радянський актор, народний артист УРСР:
|  | Можна позаздрити працездатності актора, його величезній енергії! Вимогливий до себе він нетерпимий до будь-яких компромісів у творчості, у байдужості. І за все це йому шана і любов! |

## Відзнаки
- Народний артист УРСР (з 1969 року)
- Заслужений діяч мистецтв Дагестанської АРСР (1974)
- Орден Трудового Червоного Прапора.